# Pradosia decipiens
Espèce
Classification phylogénétique
Statut de conservation UICN

 CR B1+2a : 
En danger critique
Pradosia decipiens est une espèce de plantes à fleurs de la famille des Sapotaceae originaire d'Amazonie. 

## Description
C'est un arbre.

## Répartition
Endémique à la région du Rio Taruma, vers Manaus.

## Conservation
Menacé par la déforestation et l'exploitation forestière.